# The Emerald (судно)
SS  The Emerald (Изумруд) — круизное судно, находившееся в собственности компании Louis Cruise Lines и утилизированное 27 июля 2012 года. Судно было построено для компании Grace Lines в 1958 году на верфи Northrop Grumman Shipyard в Галфпорте, США и получило название SS Santa Rosa. Между 1992 и 1995 годами судно эксплуатировалось компанией Regency Cruises под именем SS Regent Rainbow, а с 1997 по 2008 годы — компанией Thomson Cruises, с нынешним наименованием. С 2007 года это последнее пассажирское судно, построенное на верфи в США (пассажирские суда не строились там с 1958 года), которое до июля 2012 года находилось в эксплуатации.

## История

### Santa Rosaи временная консервация
Судно было спущено на воду в 1958 году под названием Santa Rosa и с водоизмещением 20 000 регистровых тонн. Эксплуатировалось с этим названием вместе с судном-близнецом SS Santa Paula 13 лет, до того как было поставлено на прикол в 1971 году. Судно было продано нью-йоркской компании Vintoro Corp в 1976 году и было переименовано в Samos Sky и предназначалось для работы в Южной Америке, но этого не произошло, и оно осталось не у дел. В 1989 году судно было продано компании Coral Cruise Lines и отбуксировано в Грецию в декабре того же года.

### Модернизация
В марте 1990 года Samos Sky прибыл в Халкиду для модернизации. Компания Coral Cruises переименовала судно в Pacific Sun, а затем в Diamond Island и перепродала его в том же году греческой Lelakis Group, существенно перестроившей судно за 70 млн долларов. Обновлённое судно появилось в 1991 году, с новыми палубными надстройками над неизменившимся корпусом, и было едва узнаваемым. Необычным было и то, что на судне после модернизации остались оригинальные паровые турбины.

### Regent Rainbow
С новым водоизмещением в 26 431 регистровых тонн, судно с наименованием Regent Rainbow в 1992 году было передано в эксплуатацию компании Regency Cruises, где эксплуатировалось до тех пор, пока Regency Cruises не потерпело значительные убытки и было признано банкротом в 1995 году. Regent Rainbow было арестовано 27 ноября 1995 года и в декабре 1996 продано на Кипр, в компанию Louis Cruise Lines, где было переименовано в The Emerald.

### The Emerald
В 1997 году The Emerald был зафрахтован компанией Thomson Cruises (которая добавила артикль The перед названием судна), для обслуживания круизов на британском рынке. Судно вскоре стало самым популярным в компании и оставалось в Thomson Cruises до ноября 2008 года, когда предпочтения компании склонились в пользу более крупных и современных судов. В связи с вступлением в силу новой редакции СОЛАС, судно могло быть выведено из эксплуатации, как не соответствующее конвенции. Компания Louis Cruise Lines заявила, что The Emerald находится на приколе и, скорее всего, больше никуда не поплывёт. The Emerald был отправлен в отставку и поставлен на прикол в сентябре 2009 года.

## Судьба
Предлагалось пришвартовать судно в качестве плавучего отеля в Калифорнии на некоторое время, по истечении которого оно может быть восстановлено в первоначальном виде, как Santa Rosa. Louis Cruise Lines не смогла подыскать владельца, заинтересованного в дальнейшей эксплуатации судна (после того, как судно будет обновлено для соответствия стандартам СОЛАС 2010 года), пока оно стояло на приколе в Элевсине, рядом с MS Sapphire. В 2011 году оба судна были исследованы скупщиками металлолома. В июне 2012 года судно было продано на металлолом за 5 млн. USD с условием утилизации в Аланге (Индия). 27 июля 2012 года судно было утилизировано.

## Палубы
The Emerald имел десять палуб, все десять были доступны для пассажиров.
1. Спортивная палуба: Спортивный зал, госпиталь, детская зона, комната для массажа, сауна, машинное отделение, каюты экипажа
2. Dolorado: каюты пассажиров, машинное отделение, каюты экипажа
3. Concerto: каюты пассажиров, каюты экипажа
4. Bolero: каюты пассажиров, салон красоты
5. Allegro: каюты пассажиров, ресепшн
6. Прогулочная палуба: бар яхт-клуба, казино, магазины, библиотека, теннисный корт, ресторан, концертный зал
7. Шлюпочная палуба: каюты пассажиров
8. Верхняя палуба: каюты пассажиров, буфет-бистро, бассейн, бар лидо
9. Мостик: комната отдыха, дискотека, бассейны с водоворотами
10. Палуба для солнечных ванн (только в передней части судна)